# 레슬리 맨
레슬리 맨(Leslie Mann, 1972년 3월 26일 ~ )은 미국의 배우이다.

## 출연 작품
- 케이블 가이 (1996)
- 조지 오브 정글 (1997)
- 빅대디 (1999)
- 40살까지 못해본 남자 (2005)
- 사고친 후에 (2007)
- 17 어게인 (2009) - 스칼렛 오도넬 역 (37살)
- 퍼니 피플 (2009)
- 리오 (2011)
- 체인지 업 (2011)
- 디스 이즈 40 (2012)
- 블링 링 (2013)
- 리오 2 (2014)
- 아더 우먼 (2014)
- 하우 투 비 싱글 (2016)
- 블로커스 (2018)
- 웰컴 투 마웬 (2018)
- 마더리스 브루클린 (2019)
- 크루즈 패밀리: 뉴 에이지 (2020) - 호프 베터맨 역
- 블라이스 스피릿 (2020) - 엘비라 콘도마인 역
- 더 버블 (2022) - 로렌 반 찬스 역
- 차 차 리얼 스무스 (2022) - 앤드루의 엄마 역